# Ricardo Rodríguez (beisbolista)
Ricardo Antonio Rodríguez (Montecristi, 21 de mayo de 1978) es un lanzador abridor dominicano que jugó en la Liga Mayor de Béisbol de 2002 a 2005. En 2010, lanzó para el equipo Tigres Kia de la Organización Coreana de Béisbol. Rodríguez batea con la izquierda y tira con la derecha.
En una carrera de cuatro temporadas, Rodríguez publicó un récord de 10-15 con 104 ponches y una efectividad de 5.18 en 206 innings y dos tercios, incluyendo un juego completo y blanqueada.
Rodríguez fue invitado por los Marlins de Florida como un invitado fuera del roster a los entrenamientos de primavera en 2007, pero no hizo el equipo, y en lugar jugó para su equipo filial de Triple-A, los Isótopos de Albuquerque, y para el equipo de Triple-A afiliado a los Piratas de Pittsburgh, los Indios de Indianápolis.
El 17 de junio de 2008, Rodríguez firmó con los Edmonton Cracker Cats de la Golden Baseball League.
En 2009, Rodríguez lanzó para los Sinon Bulls en la Liga de Béisbol Profesional China en Taiwán.
El 21 de enero de 2010, Rodríguez firmó con los Tigres Kia en la Organización Coreana de Béisbol. El 19 de marzo, fue liberado por los Kia debido a una lesión de codo. 
Rodríguez apareció en un fragmento del documental de 2004 de la de PBS, The New Americans, cuando salía de la República Dominicana con la esperanza de jugar béisbol en los Estados Unidos.